# Pseudovalsa convergens
Pseudovalsa convergens är en svampart som först beskrevs av Tode, och fick sitt nu gällande namn av Pier Andrea Saccardo 1883. Pseudovalsa convergens ingår i släktet Pseudovalsa och familjen Pseudovalsaceae.   Inga underarter finns listade i Catalogue of Life.